# قوزلوي سفلي (شاهين دج)
قوزلوي سفلي هي قرية في مقاطعة شاهين دج، إيران. عدد سكان هذه القرية هو 171 في سنة 2006.